# 워드 프로세서

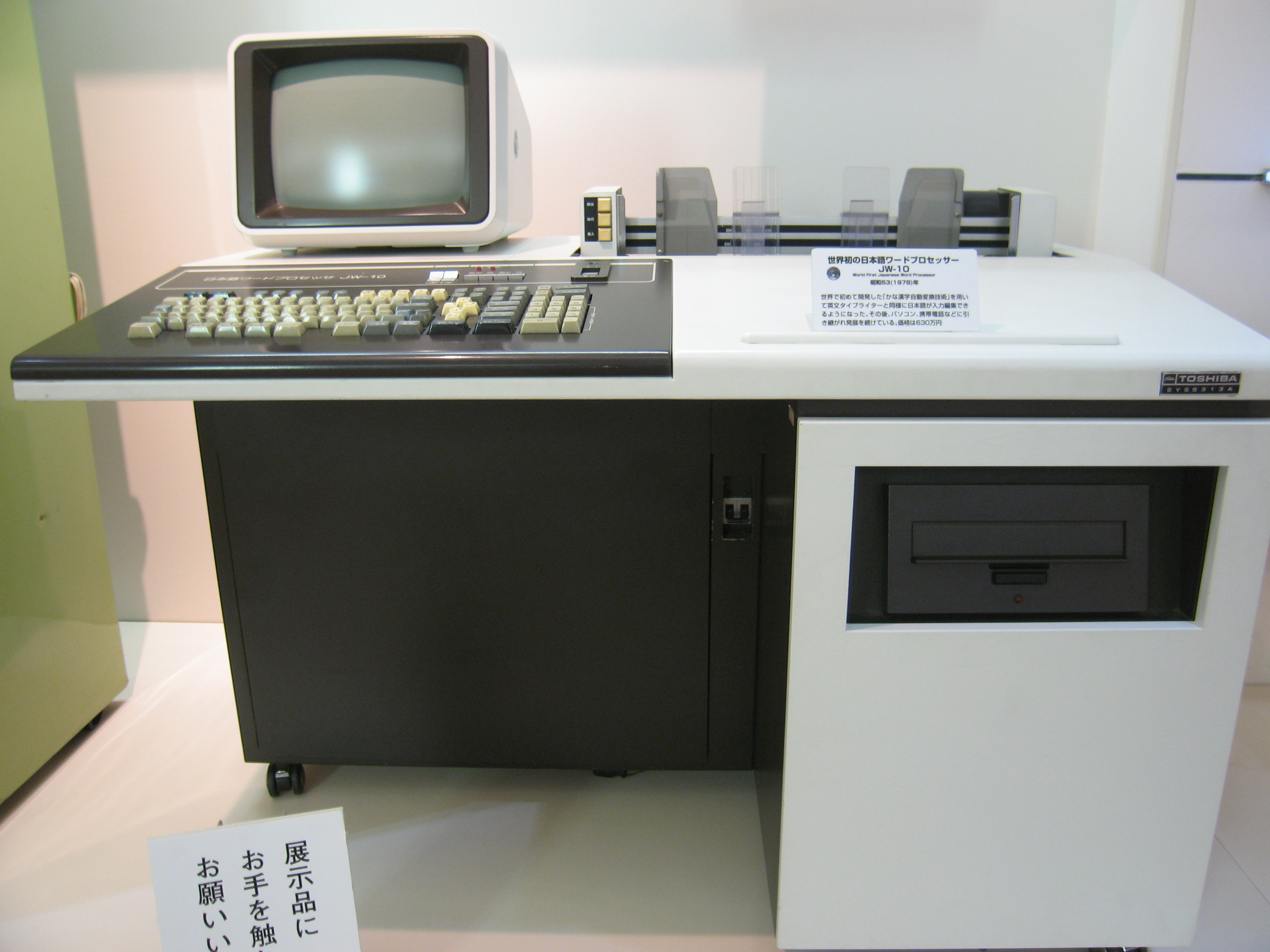
1978년 출시된 도시바 JW-10 독립형 워드 프로세서

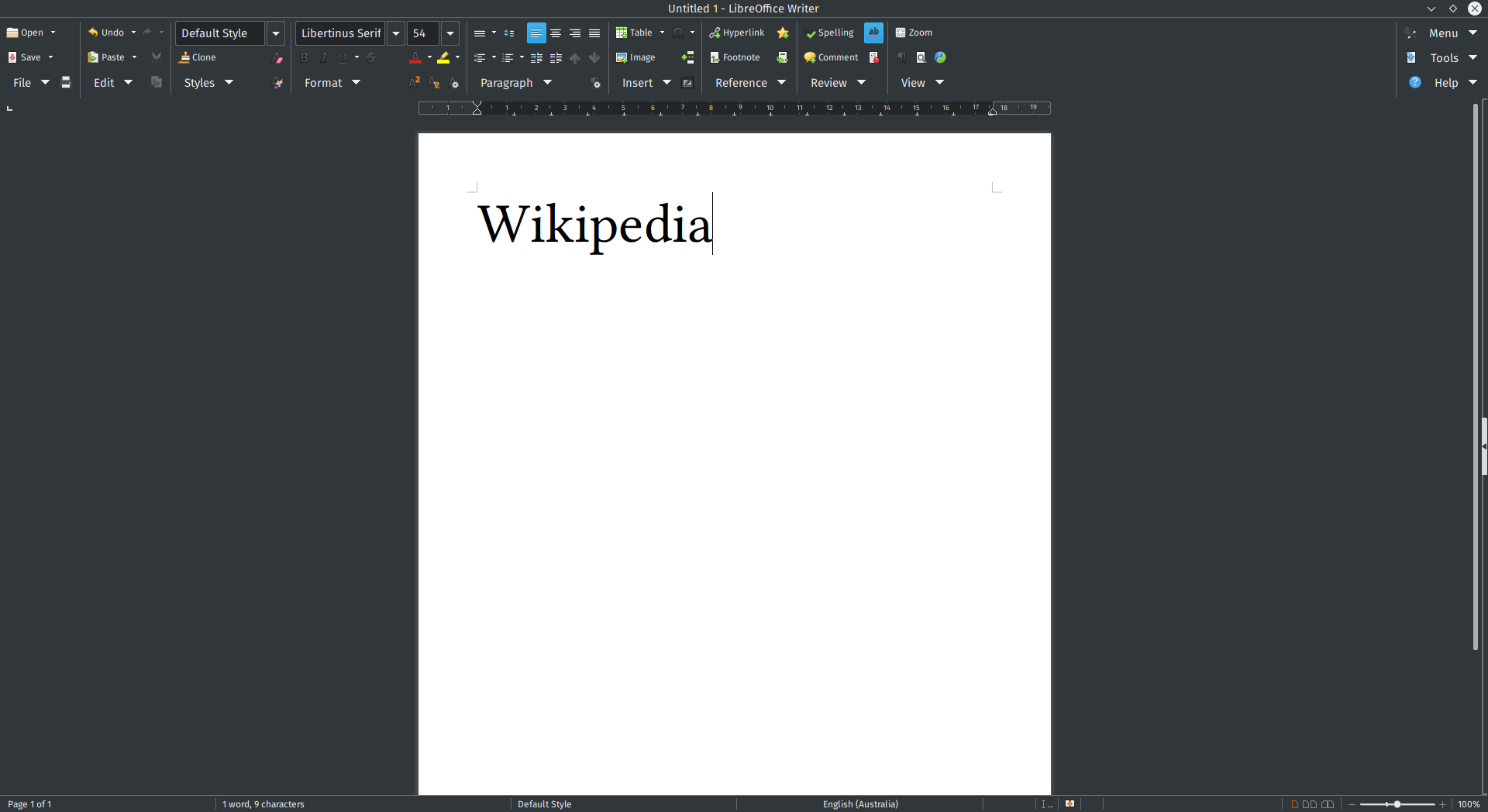
가장 대중적인 자유-오픈 소스 워드 프로세서의 하나인 리브레오피스 라이터

워드 프로세서(영어: word processor)는 각종 전자 문서를 읽고 고치거나 작성할 수 있는 사무용 소프트웨어를 뜻한다. 또, 1970년대에서 1980년대에 인기있던 독립형 사무 기기의 일종을 뜻하기도 하는데, 문서 편집을 위한 타자기에 자판 입력과 인쇄 기능을 더한 것이 특징이었다.

## 역사
워드 프로세서는 2개의 천공 테이프 스테이션이 있고 하나의 테이프를 다른 테이프로 교체하는 것(한 테이프는 이름과 주소가 포함되어있었고, 다른 하나는 송신할 본문을 포함함)을 허용하는 Friden Flexowriter에서 파생되었다. 줄 바꿈 기능은 없었으나, 이 기능은 IBM의 Magnetic Tape Selectric Typewriter에 의해 시작되었다.

## 워드 프로세서의 특징

### 문서 작성
단순한 문서 편집기와는 달리 문서의 문단 모양, 글꼴 모양, 표 편집, 그림 삽입 등을 외양에 집중하여 문서를 작성할 수 있으므로 사무실이나 학교 등에서 문서를 작성할 때 주로 쓴다.  초기에는 한글, 영문 등 단어나 문장 입력과 간단한 편집에 집중되었으나 고급 사용자들이 워드프로세서를 전자출판에 응용하면서 교회 주보, 수학 문제지 등의 간단한 전자출판도 가능하게 되었다. 아래아한글의 경우 도스용 시절부터 일부 고급 사용자들이 한글과 컴퓨터에서 아래아한글 선전을 위해 발행하던 월간지였던 월간 《한글과 컴퓨터》에 자신들이 개발한 전자출판 노하우를 투고할 만큼 일부 사용자들에 의해 전자출판 프로그램으로 애용되었다. 대학생들에게는 1990년대부터 글을 쓰고 고치기 쉽기 때문에 널리 사랑받기 시작했고, 한국방송통신대학교에서는 아래아한글과 마이크로소프트 워드로 숙제를 작성하여 제출하도록 하는 등 널리 사랑받는 문서작성 프로그램이다.

### 단점
하지만 워드 프로세서의 전자출판 기능은 쿼크익스프레스 등의 전문적인 전자출판 프로그램에 비해 출력 기능 등에서 부족한 점이 많다. 예를 들어 쿼크익스프레스의 경우 마스터 인쇄, 오프셋 인쇄 등 다양한 인쇄에 맞춘 망점 조절이 가능하지만, 워드 프로세서는 망점 조절 기능이 없다. 워드 프로세서 파일은 그림이 들어갈 경우 상대적으로 문서의 용량이 커지고, 워드 프로세서별 확장자나 형식이 달라 같은 제품임에도 버전별로 호환이 완벽하지 않을 수도 있다.

## 워드프로세서 전용기

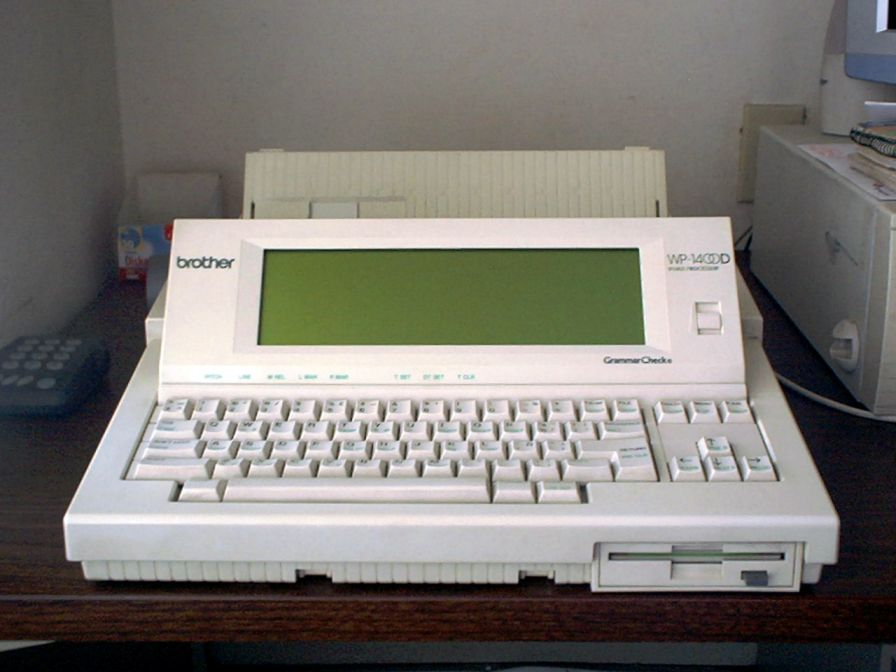

워드 프로세서 전용기는 휴대용 워드프로세서로 흑백 액정 디스플레이, 워드프로세서, 전열 방식의 프린터, 충전용 배터리로 구성되어 있다. 대한민국 최초의 워드프로세서 전용기는 1983년 개발된 큐닉스 글마당이며, 그 뒤를 이어 고려시스템의 명필, 금성사의 장원 등이 개발되었다. 그외 대우전자에서 개발된 르모도 사용되었다. 기존의 타자기에 비해 워드프로세서 전용기는 문서의 수정과 편집이 용이하고 별도의 출력도 가능하여 수동식 타자기를 대체할 사무용품으로 큰 각광을 받은 바 있다. 그러나 이 무렵부터 전자식 타자기도 보급되었고, 곧 워드프로세서 소프트웨어가 장착된 개인용 컴퓨터와 프린터가 급격히 보급되면서 그 경제성이 더욱 떨어지기 시작했다. 1990년대까지 워드프로세서 전용기를 워드프로세서 실기시험 수검기종으로 사용할 수 있었으나, 그 이후 폐지되었고 워드프로세서 전용기도 전자식 타자기와 함께 자취를 감췄다.

## 워드프로세서 소프트웨어

### 한글 워드프로세서 소프트웨어

#### 도스용
- 한글 2000(사임당 보관됨 2018-05-07 - 웨이백 머신)
- 보석글
- 한/글(아래아한글, 한글과컴퓨터)
- 하나워드

#### 윈도우용
- 아리랑,윈워드등이 개발되었음.
- 한/글(한글과 컴퓨터)
- MS Word(마이크로소프트)
- 훈민정음
- 오픈오피스

#### 현재
현재 사용되는 워드프로세서 소프트웨어는 다음과 같다.
- 한/글(한글과 컴퓨터)
- MS Word(마이크로소프트)
- 훈민정음
- 워드퍼펙트
- 오픈오피스

2014년 조사에 따르면 대한민국에서 워드프로세서 점유율은 한/글이 2 정도를, MS 워드가 8정도를 차지하고 있다. 전세계적으로는 MS 워드가 90% 넘는 점유율을, 한/글은 0.4% 정도의 점유율을 보인다.

## 만화속의 워드 프로세서
- 《소년탐정 김전일》공포의 보물찾기편에서는 진범이 수사를 피하기 위해 워드 프로세서로 가짜 유서를 만드는 내용이 나온다. 하지만 이러한 행동이 오히려 김전일의 의심을 받게 된다.
- 《짱구는 못말려》에서는 짱구 아빠가 밤을 새워서 작성한 기획서를 워드 프로세서에 내장된 프린터로 인쇄하는 내용이 나온다.

## 같이 보기
- 오피스
- 워드 프로세서 목록